# Bakeneko
Bakeneko (化け猫, te vertalen als "spook-kat), alternatieve schrijfwijze “Bake-neko”, is een fictief wezen uit Japanse mythologie en folklore. Ze behoren tot de yokai. De naam wordt gebruikt om te refereren aan elk soort bovennatuurlijk katachtig wezen. De bekendste variant is de nekomata (猫又, ,猫叉, of 猫股 alternatieve schrijfwijze "neko-mata"); een humanoïde kat met een gevorkte staart, vergelijkbaar met andere humanoïde dieren zoals de Kitsune en Tanuki. Ze zijn tevens vele malen groter dan een doorsnee kat, tot in de ergste gevallen hetzelfde formaat als een gemiddeld mens. 

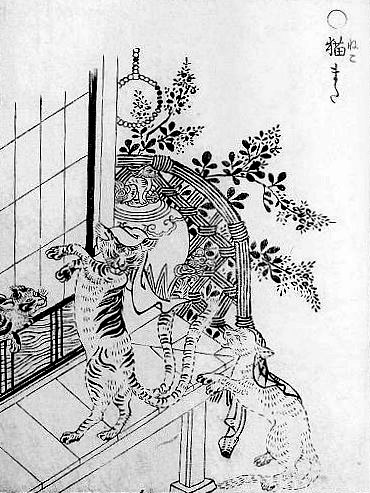
Een Nekomata, getekend door Toriyama Sekien.

De legendes zijn mogelijk verbonden met het fokken van de Japanse stompstaartkat.

## Achtergrond
Een kat kan volgens legendes op verschillende manieren een Bakeneko worden; 
- Na het bereiken van een bepaalde leeftijd (vaak 40 jaar, maar soms al 11 of 13 jaar)
- Na te zijn mishandeld of zelfs gedood door mensen. In dat geval is de Bakeneko een metafoor voor de gevolgen die iemand kan ondervinden van het mishandelen van wezens die kleiner en zwakker zijn dan hijzelf.
- Bij het bereiken van een gewicht van 3,75 kilogram (1 kan).
- Indien hun staart te lang wordt.

Bakeneko’s spoken door het huis waarin ze worden gehouden. Ze beschikken over meerdere bovennatuurlijke eigenschappen zoals het vermogen om rechtop te lopen, menselijke taal te spreken, en het creëren van onverklaarbare gebeurtenissen zoals spookachtige vuurballen. Tevens kunnen ze in sommige varianten vliegen, de dromen van mensen binnengaan, en van gedaante veranderen. Bakeneko voeden zich onder andere met mensenvlees, maar de nekomata doet zich ook vaak tegoed aan lampolie. 
Bakeneko zijn niet altijd slecht. Er zijn ook verhalen van katten die na hun verandering tot Bakeneko trouw blijven aan hun eigenaren. In dat geval kan de Bakeneko zijn eigenaar juist veel voorspoed en rijkdom brengen.
Mensen die een kat aanschaffen zouden volgens volksverhalen kunnen voorkomen dat hun kat een Bakeneko wordt door bij de aanschaf al direct duidelijk te maken dat ze maar drie jaar voor de kat zouden zorgen.

## Ontstaan van de legendes
Tijdens de 17e eeuw gebruikten veel Japanners katten om hun voedselvoorraden te beschermen tegen muizen en ratten. In die tijd mochten veel katten loslopen in de steden en was het verboden de dieren te verhandelen. De straatkatten die in veel steden rondzwierven droegen bij aan het ontstaan van veel verhalen over spookkatten.
Het idee dat nakomata lampolie drinken komt van verhalen verteld door mensen die zagen hoe gewone katten de vaak van vis gemaakte lampolie uit olielampen dronken voor extra vet en proteïnes. Hiervoor moesten ze namelijk ook vaak op hun achterpoten gaan staan daar de lamp anders te hoog was, wat kan hebben geleid tot het idee dat Bakeneko rechtop kunnen lopen.